# Bell hooks
Gloria Jean Watkins [glorija džin vatkins], bolj znana pod psevdonimom bell hooks, ameriška pisateljica in družbena aktivistka, * 25. september 1952, Hopkinsville, Kentucky, Združene države Amerike, † 15. december 2021, Berea, Kentucky.
Bell Hooks je bila najbolj znana po svojih spisih v zvezi z rasnimi vprašanji, feminizmom in družbenimi razredi. Osredotočala se je na raziskovanje o medsebojnem povezovanju rase, kapitalizma in spola ter na to, kar je opisala kot njihovo sposobnost ustvarjanja in ohranjanja sistemov zatiranja in razredne dominacije. Izdala je okoli 40 knjig, med njimi dela, ki so segala od esejev in poezije do otroških knjig. Objavila je številne znanstvene članke, nastopala v dokumentarnih filmih in sodelovala na javnih predavanjih. Njena dela opisujejo ljubezen, raso, razred, spol, umetnost, zgodovino, spolnost, množične medije in feminizem.

## Mladost
Gloria Jean Watkins se je rodila leta 1952 v Hopkinsvillu, majhnem mestu v Kentuckyju, in sicer v afroameriški družini delavskega razreda. Watkinsova je bila ena od šestih otrok, rojenih mami Rosi Bell Watkins in očetu Veodis Watkinsu. Njen oče je delal kot hišnik, njena mati pa kot služkinja v domovih belih družin. V knjigi svojih spominov Bone Black: Memories of Girlhood (1996) je Watkinsova pisala o svojem boju za ustvarjanje sebe in identitete, medtem ko je odraščala v bogatem čarobnem svetu južne temnopolte kulture, ki ga je opisovala kot včasih rajski, drugič pa grozljiv.
Kot navdušena bralka se je Watkinsova izobraževala v rasno ločenih javnih šolah, kasneje pa se je v poznih šestdesetih letih 20. stoletja preselila v integrirano šolo. Obiskovala in uspešno zaključila je srednjo šolo v Hopkinsville, preden je leta 1973 diplomirala iz angleščine na Univerzi Stanford in leta 1976 iz istega jezika magistrirala na Univerzi Wisconsina–Madison. V tem času je Watkinsova pisala svojo knjigo Ain't I a Woman: Black Women and Feminism, ki jo je začela pri 19 letih in nato objavila leta 1981.
Leta 1983 je po nekaj letih poučevanja in pisanja doktorirala iz angleščine na kalifornijski univerzi v Santa Cruzu z disertacijo o avtorici Toni Morrison z naslovom Keeping a Hold on Life: Reading Toni Morrison's Fiction.

## Akademska kariera
Svojo akademsko kariero je začela leta 1976 kot profesorica angleščine in višja predavateljica etničnih študij na Univerzi Južne Kalifornije. V treh letih tam je založnik iz Los Angelesa izdal njeno prvo objavljeno delo zbirko pesmi z naslovom And There We Wept (1978), podpisano pod imenom "bell hooks". Ime svoje prababice po materini strani je prevzela kot svoj vzdevek, ker je bila njena prababica, kot je kasneje rekla, znana po svojem živahnem in drznem jeziku, kar je sama tudi zelo občudovala. Povedala je tudi, da je ime zapisala z malimi črkami, da bi počastila svojo prababico in da bi sporočila, da je tisto, na kar se je najpomembneje osredotočiti, so njena dela, ne njene osebne lastnosti. 
V zgodnjih 1980-ih in 1990-ih je Hooksova poučevala na več visokošolskih ustanovah, vključno z Univerzo Kalifornije, Santa Cruz, Državno univerzo v San Franciscu, Yale, Oberlin College in od leta 1994 kot ugledna profesorica angleščine na City College of New York.
Izložba South End Press je izdala njeno prvo večje delo Ain't I a Woman: Black Women and Feminism leta 1981, čeprav jo je napisala nekaj let prej, ko je bila še dodiplomska študentka. Publishers Weekly je leta 1992 to knjigo označil za eno od dvajsetih najvplivnejših knjig za ženske v zadnjih 20 letih. V New York Timesu leta 2019 je Min Jin Lee dejala, da Ain't I a Woman ostaja radikalno in relevantno delo politične teorije, postavlja temelje svoji feministični teoriji z zgodovinskimi dokazi o specifičnem seksizmu, ki so ga prenašale temnopolte sužnje, in o tem, kako ta zapuščina vpliva na črno žensko danes. Ain't I a Woman preučuje teme, vključno z zgodovinskim vplivom seksizma in rasizma na temnopolte ženske, razvrednotenjem temnopoltih žensk, medijskimi vlogami in portretiranjem, izobraževalnim sistemom, idejo belopoltega-kapitalističnega-patriarhata in marginalizacijo temnopoltih žensk.
Obenem je hooksova postala pomembna kot levičarski in postmoderni politični mislec in kulturna kritičarka. Objavila je več kot 30 knjig, ki obravnavajo teme temnopoltih moških, patriarhata, samopomoči, angažirane pedagogike, osebnih spominov in spolnosti. V knjigi Feminist Theory: From Margin to Center (1984) hooks razvija kritiko belega feminističnega rasizma v feminizmu drugega vala, za katerega je trdila, da spodkopava možnost feministične solidarnosti med rasnimi mejami.
Kot je trdila hooksova, sta komunikacija in potrebni za feministično gibanje, ker brez njiju ljudje morda ne bodo prepoznali neenakosti spolov v družbi. Leta 2002 je imela uvodni govor na univerzi Southwestern. Izogibala se je čestitajočemu načinu tradicionalnih začetnih govorov, govorila je proti temu, kar je videla kot s strani vlade odobreno nasilje in zatiranje, ter posvarila študente, za katere je verjela, da se strinjajo s takšnimi praksami. Austin Chronicle je poročal, da so številni v občinstvu izžvižgali govor, čeprav je več diplomantov šlo mimo rektorice, da bi ji stisnili roko ali jo objeli.
Leta 2004 se je pridružila univerzi Berea College kot zaslužna profesorica. Njena knjiga iz leta 2008, Pripadnost: kultura kraja, vključuje intervju z avtorjem Wendellom Berryjem in razpravo o njeni selitvi nazaj v Kentucky. Trikrat je bila štipendistka na The New School, zadnjič leta 2014. Istega leta je bil na univerzi Berea ustanovljen Inštitut bell hooks, kateremu je leta 2017 poklonila svoje članke. Leta 2018 je bila sprejeta v Kentucky Writers Hall of Fame.

## Spolna identiteta in smrt
Kar zadeva njeno spolno identiteto, se je hooks opisala kot "queer-pas-gay". Uporabila je izraz "pas" iz francoskega jezika, kar v angleškem jeziku pomeni "ne", queer pa s svojimi besedami opisuje kot "ne s kom seksaš, ampak da si v nasprotju z vsem okoli tega". Pravi, da je bistvo njene spolne usmerjenosti ne to, s kom ima spolni odnos – to je lahko razsežnost tega – ampak ona sama, ki je venomer v nasprotju z vsem okoli sebe in si mora ustvariti ter poiskati prostor za govor in dozorevanje v življenju.
Med intervjujem z Abigail Bereola leta 2017 je hooks Bereoli razkrila, da je bila samska, medtem ko sta razpravljali o njenem ljubezenskem življenju. 
Bell hooks je leta 2021, zaradi odpovedi ledvic, umrla na svojem domu v Kentuckyju. Stara je bila 69 let.

## Priznanja
Prejela je ameriško knjižno nagrado, pisateljsko nagrado Lila Wallace, nagrado za otroško knjigo leta ter še številne druge. Bila je nominirana tudi za NAACP Image Award in za nagrado Hurston.

## Dela
- All about love (Vse o ljubezni: Nove vizije). New York: William Morrow. 2000.
- Bone Black: Memories of Girlhood (Spomini na deklištvo). New York: Henry Holt & Co. 1996.
- Killing Rage (Ubijalski bes: konec rasizma). New York: Henry Holt and Co. 1995.
- Ain't I a Woman?: Back Women and Feminism (Črne ženske in feminizem). Boston, Massachusetts: South End Press. 1981.
- Feminism is for Everybody: Passionate Politics (Feminizem je za vse: strastna politika). Cambridge, Massachusetts: South End Press. 2000.
- Sisters of the Yam: Black Women and Self-Recovery (Črne ženske in samookrevanje). Boston, Massachusetts: South End Press. 1993.
- ostala dela[7]

## Omembe na Slovenskem
- Feminizem je za vsakogar: strastna politika. Ljubljana: Sophia. 2022.
- Naša pozicija: razred je pomemben. Ljubljana: Sophia. 2019.
- Dubljević, Ana. Načela feministične dramaturške misli na področju plesa in performansa = The principles of feminist draamturgical thinking in dance and performance. 2021.
- Gržinić, Marina. Spremna beseda: Naša pozicija : razred je pomemben. 2019.